# فاطمه قاسم‌پور
فاطمه قاسم‌پور سیاستمدار ایرانی و نماینده مجلس شورای اسلامی در دوره یازدهم از حوزه انتخابیه تهران، ری، شمیرانات، اسلامشهر و پردیس بوده‌است. وی عضو هیئت علمی مرکز تحقیقات زن و خانواده و عضو ستاد ملی زن و خانواده است.

## تحصیلات
وی دارای کارشناسی مهندسی پلیمر از  دانشگاه صعنتی امیرکبیر و کارشناسی ارشد فلسفه غرب از دانشگاه اصفهان و دکترای فلسفه تطبیقی دانشگاه علامه طباطبایی می‎باشد.      
او دارای آثاری در حوزه نقد فمینیسم و فمینیسم اسلامی است و در حوزه مطالعات زنان پژوهش هایی را انجام داده است.  مطالعه تطبیقی رویکرد فمینیسم اسلامی و امام خمینی (ره) در تحقق حقوق اجتماعی و سیاسی زنان در حکومت اسلامی، فرایندپژوهی تکوین رشتۀ مطالعات زنان معطوف به تغییرات پارادایمی جنسیت ، سازگاری زوجیت در تفسیر المیزان با نظریة ادراکات اعتباری علامه طباطبایی  ، درک دختران جوان از جنسیت، نقد و بررسی موج چهارم فمینیسم، بررسی مفهوم «نقش جنسیتی» در دیدگاه آمنه ودود، بررسی ساختارهای، زن در اندیشه متفکران دینی پس از انقلاب ، علل، زمینه ها و استراتژی های همگرایی سیاستی در حوزه زنان از نمونه آثار اوست. 

## سوابق
- استادیار و عضو هیئت علمی گروه علوم اجتماعی مرکز تحقیقات زن و خانواده
- مدیر دفتر تهران مرکز تحقیقات زن و خانواده
- دبیر علمی نخستین همایش ایده‌های پژوهشی در حوزه زن و خانواده
- دبیر برگزاری چهار دوره بین‌المللی تخصصی در موضوع زن و خانواده ویژه مخاطبین فارسی‌زبان (از افغانستان و تاجیکستان)، عرب زبان و انگلیسی زبان
- مدیرمسئول پایگاه تحلیلی- خبری مهرخانه
- مدیرعامل انجمن مردم‌نهاد ترنم اندیشه
- عضو گروه مطالعات اسلامی زنان جامعه الزهرا

## فعالیت‌های مدنی و سیاسی
او در سال ۱۳۸۸ انجمن مردم‌نهاد ترنم اندیشه را تأسیس کرد. یکی ازفعالیت‌های این انجمن، علاوه بر برگزاری دوره‌های آموزشی در حوزه زنان، راه‌اندازی پایگاه تحلیلی- خبری مهرخانه در سال ۱۳۹۰ بود. مهرخانه تنها سایت تخصصی حوزه زنان در ایران به‌شمار می‌رود که با رویکرد کارشناسی به نقد سیاست‌گذاری‌ها و قانون‌گذاری‌های حوزه زنان پرداخته و مسائل زنان را به جامعه نخبگانی منتقل می‌کرد.

## انتخابات مجلس دوره یازدهم
فاطمه قاسم‎پور عضو شورای مرکزی جمعیت رهپویان انقلاب اسلامی و عضو شورای مرکزی ائتلاف نیروهای انقلاب است. او در سال ۱۳۹۸ در لیست شورای ائتلاف نیروهای انقلاب قرار گرفت و به عنوان کاندیدای  دوره یازدهم انتخابات مجلس شورای اسلامی معرفی شد. 
وی در یازدهمین انتخابات مجلس شورای اسلامی با کسب ۷۲۶ هزار و ۷ رای، به عنوان نفر بیست و ششم از حوزه انتخابیه تهران، ری، شمیرانات و اسلامشهر از استان تهران انتخاب گردید و از نمایندگان دوره یازدهم مجلس شورای اسلامی است.